# Spiderwick - Le cronache
Spiderwick - Le cronache (The Spiderwick Chronicles) è un film del 2008 diretto da Mark Waters, tratto dalla saga di libri fantasy Le cronache di Spiderwick, scritta da Holly Black ed illustrata da Tony DiTerlizzi.
Il film è uscito in USA il 14 febbraio 2008, mentre in Italia il 21 marzo.

## Trama
(Tagline del film)
Nel 1928, lo studioso naturalista Arthur Spiderwick scrive una guida sulle creature magiche che ha incontrato e studiato. Dopo aver finito il Libro lo nasconde per paura che Mulgarath, un malvagio orco mutaforma, usi i segreti del Libro per il male.
Ottant'anni dopo la Newyorkese Helen Grace, recentemente divorziata eredita e si trasferisce nella tenuta abbandonata di Spiderwick con i suoi figli, la figlia Mallory e i gemelli Jared e Simon. Jared è arrabbiato per il trasloco e preferirebbe vivere con suo padre, Richard Grace. Dopo aver scoperto un montavivande nascosto, Jared scopre lo studio di Arthur dove trova la Guida Magica. Quando Jared spiega la sua scoperta del Libro e l'esistenza di creature magiche, la sua famiglia non gli crede.
La mattina dopo Jared incontra un folletto di nome Giangoccetto, che inizialmente è arrabbiato con Jared per aver aperto il libro che Giangoccetto avrebbe dovuto proteggere da Mulgarath. Jared lo placa con cracker e miele, e Giangoccetto dà a Jared una pietra bucata che gli permette di vedere le creature magiche normalmente invisibili guardando attraverso di essa. Giangoccetto gli spiega anche che la casa è protetta da un cerchio protettivo segnato da un cerchio di funghi che circonda la casa e che impedisce alle creature malvagie di entrarci dentro.
Jared assiste quindi al rapimento di Simon da parte dei goblin, guidati dal loro leader Berretto Rosso. Simon viene portato all'accampamento dei goblin dove viene affrontato da Mulgarath, travestito da vecchio. Jared si intrufola nell'accampamento dei goblin, dove incontra l'hobgoblin Maiastrillo che gli dà la capacità di vedere le creature magiche senza la pietra sputandogli negli occhi in modo che possa aiutarlo a vendicarsi di Mulgarath per aver ucciso la sua famiglia. L'orco rilascia Simon in modo che possa andare a prendere il Libro per lui. Jared trova Simon ed entrambi litigano per il Libro prima di essere inseguiti dai goblin. I gemelli tornano a casa e Mallory quasi vittima di un'imboscata da parte dei goblin che le fa capire che Jared aveva ragione, li respinge con il suo fioretto da scherma.
Dopo aver fallito nel tentativo di bruciare il Libro a causa di un incantesimo protettivo su di esso, i bambini decidono di visitare la figlia di Arthur, la loro prozia Lucinda Spiderwick, per un consiglio. Mentre Simon distrae i goblin, Mallory e Jared portano con loro il Libro scappando attraverso un tunnel sotterraneo. Inseguiti da un troll inviato da Berretto Rosso, riescono a scappare per un pelo quando viene colpito e ucciso da una macchina in arrivo. Jared e Mallory incontrano l'anziana Lucinda nell'ospedale psichiatrico dove vive, circondata dalle fate. Lucinda, vedendo che i suoi nipoti sanno la verità li accoglie con gioia svelando loro cosa gli è accaduto: da bambina aveva visto il padre venire portato via dalle silfidi, le guardiane del mondo fatato, e lei non lo aveva più visto. Una notte mentre era uscita nel bosco in cerca del padre venne attaccata dai goblin che volevano costringerla a rivelare i segreti del Libro a Mulgarath ma lei riuscì a fuggire ma rimase ferita, e quando la polizia la trovò credettero che la bambina avesse tentato il suicidio e nonostante lei avesse detto che in realtà le ferite erano in realtà opera dei goblin che l'avevano attaccata, i poliziotti la credettero pazza e la fecero ricoverare nell'istituto psichiatrico. 
Sentendosi tradita da tutti decise di mangiare il cibo delle fate che la venivano a trovare e di conseguenza non ebbe più voglia del cibo umano (il cibo delle fate toglie la voglia del cibo umano) come ripicca per ciò che le era stato fatto e per essere stata lasciata sola e abbandonata oltre a essere creduta pazza da tutti, compresa la sua famiglia, che non le aveva mai creduto nonostante lei dicesse la verità. Dice ai bambini che devono trovare suo padre e fargli distruggere il Libro e che, per ottant'anni, Arthur è stato tenuto prigioniero dalle silfidi a causa dei segreti che aveva scoperto. In quel momento, Berretto Rosso e i suoi goblin li attaccano attraverso la finestra e riescono a strappare alcune pagine dal Libro prima di essere scacciati. Tra le pagine rubate, Mulgarath trova la formula del cerchio protettivo, che spiega sia come crearlo che come distruggerlo.
Mentre Helen accompagna Jared e Mallory a casa, i figli le raccontano tutto, ma non vengono creduti. Helen e Jared discutono sulla sua incredulità e il figlio dice con rabbia a Helen che la odia e non vuole più vivere con lei. Più tardi Maiastrillo avendo sentito il piano di Mulgarath, informa i bambini dando anche a Simon e Mallory la possibilità di vedere anche le creature magiche. Jared quindi cerca di chiamare di nuovo suo padre, ma una comprensiva Mallory gli dice che il loro padre si è trasferito con un'altra donna dopo il divorzio suo e di Helen e non verrà a prenderlo, facendo rimpiangere a Jared con il cuore spezzato le sue parole con la madre. Jared, Simon e Mallory usano quindi il Libro per evocare un grifone, che li porta nel regno delle silfidi. Lì incontrano Arthur, che non è invecchiato e non è a conoscenza del tempo che ha trascorso lì. Jared gli chiede di distruggere il Libro solo per scoprire che Giangoccetto aveva scambiato le pagine con un libro di cucina e aveva conservato il vero Libro. Arthur è sollevato finché Jared non gli dice che Mulgarath sa come rompere il cerchio protettivo. Arthur informa Jared che le silfidi non permetteranno loro di andarsene poiché come lui, sanno troppo. Arthur li aiuta a scappare distraendo le silfidi con il libro falso.
A casa, i bambini finalmente convincono Helen della verità quando la salvano dal tentativo di agguato dei goblin e poi vede Giangoccetto al suo ritorno a casa. Nel frattempo, i goblin finiscono di diffondere la loro pozione, che rompe con successo il cerchio al sorgere della luna piena. La famiglia si difende con coltelli da cucina e salsa di pomodoro e bombe di sale (ingredienti mortali per i goblin) che Simon e Giangoccetto hanno preparato in precedenza e riescono a uccidere Berretto e gli altri goblin in un'esplosione di salsa di pomodoro. All'improvviso appare Richard, affermando di aver deciso di tornare e stare con loro; tuttavia Jared avendo ricordato ciò che Mallory gli aveva detto prima lo accoltella, rivelando in realtà Mulgarath sotto mentite spoglie. L'orco quindi insegue Jared e il Libro per tutta la casa prima di metterlo all'angolo sul tetto. Jared supera in astuzia l'orco lanciando il libro oltre il lato del tetto. Mulgarath si trasforma in un corvo per prenderlo, ma viene improvvisamente afferrato e mangiato da Maiastrillo. Successivamente, Jared e sua madre si riconciliano con Jared che decide di vivere con lei e aiutano Simon, Mallory e Maiastrillo a recuperare tutte le pagine del Libro.
Diverse settimane dopo, la famiglia porta Lucinda a visitare Giangoccetto e la casa. Le silfidi poi arrivano con Arthur, permettendogli di visitare brevemente il mondo reale ora che il Libro è al sicuro. Tuttavia, Arthur non può restare a lungo perché in caso contrario tutti gli ultimi ottant'anni gli ricadrebbero addosso e si trasformerebbe in polvere. Lucinda chiede allora di andare con lui e le silfidi acconsentono, trasformandola di nuovo in una bambina. La famiglia Grace guarda mentre le silfidi si allontanano con Arthur e Lucinda prima di riprendere le loro vite normali con Giangoccetto, Maiastrillo e il grifone.

## Incassi
In Italia ha guadagnato, in tre settimane, 2175766 €, con una apertura al botteghino 740556 €. Negli USA in cinque settimane ha totalizzato 71195053 $, con una apertura che si avvicina ai 20 milioni di dollari. Globalmente ha guadagnato 162800000 $.

## Riconoscimenti
- 2009 - Saturn Award
  - Candidatura per Miglior film di fantascienza
  - Candidatura per Miglior attore emergente a Freddie Highmore

## Videogiochi
Nel febbraio 2008 è uscito sul mercato un videogioco ispirato al film. Distribuito dalla Sierra Entertainment, è stato realizzato per le piattaforme Xbox 360, PlayStation 2, Nintendo DS e Nintendo Wii.